# Paolo Sabak
Paolo Sabak (Mechelen, 10 februari 1999) is een Belgisch voetballer van Assyrische komaf die bij voorkeur als aanvallende middenvelder speelt.

## Clubcarrière

### KRC Genk
Sabak is afkomstig uit de jeugd van KRC Genk. In de voorbereiding van het seizoen 2016-2017 mocht hij zich tonen bij de A-kern, doordat hij hier een goede indruk achter liet werd hij definitief bij de A-kern gehaald. Op 21 augustus 2016 debuteerde de aanvallende middenvelder in de Jupiler Pro League tegen Sporting Lokeren, hij viel na 80 minuten in voor Alejandro Pozuelo. Genk won de wedstrijd in Lokeren met 0-3.

### N.E.C.
Op 24 juli 2018 ondertekende Paolo Sabak een vierjarig contract bij het Nederlandse N.E.C. dat uitkomt in de Eerste divisie. Paolo Sabak zal spelen met het rugnummer "20". Op 25 september maakte hij zijn debuut voor N.E.C. in het met 2-3 gewonnen bekerduel tegen SBV Excelsior. Hij viel na 73 minuten in voor Tom Overtoom. Op 12 oktober 2018 maakte hij zijn debuut in de competitie tegen FC Eindhoven (1-0 verlies). Op 4 november 2018 scoorde hij als invaller zijn eerste doelpunt voor N.E.C. in de met 3-1 gewonnen thuiswedstrijd tegen Jong AZ. In de voorbereiding op het seizoen 2019/20 werd hij teruggezet naar Jong N.E.C. wegens een gebrek aan perspectief bij het eerste team. Op 2 maart 2020 werd bekend dat zijn nog tot medio 2022 doorlopende contract ontbonden was.

### Forge FC
Op 23 april 2020 verbond Sabak zich aan Forge FC dat uitkomt in de Canadian Premier League. Hij won met zijn club de Canadian Premier League 2020. Na het seizoen 2021 liep zijn contract af.

### Terug in België
Medio 2022 sloot hij aan bij KSC Lokeren-Temse in de Tweede afdeling VV A. In januari 2023 wisselde hij voor KFC Diest in de Derde afdeling VV B. Een half jaar later ging hij naar RVC Hoboken uitkomend in de Eerste Provinciale Antwerpen. Medio 2024 wisselde hij voor KFC Putte uitkomend in de Tweede Provinciale Antwerpen.

## Clubstatistieken
| Seizoen                            | Club            | Competitie      | Competitie | Competitie | Beker | Beker | Overig | Overig | Totaal | Totaal |
| Seizoen                            | Club            | Competitie      | Wed.       | Dlp.       | Wed.  | Dlp.  | Wed.   | Dlp.   | Wed.   | Dlp.   |
| ---------------------------------- | --------------- | --------------- | ---------- | ---------- | ----- | ----- | ------ | ------ | ------ | ------ |
| 2016/17                            | KRC Genk        | Eerste Klasse   | 1          | 0          | 1     | 0     | 2      | 0      | 4      | 0      |
| 2017/18                            | KRC Genk        | Eerste Klasse   | 0          | 0          | 0     | 0     | 0      | 0      | 0      | 0      |
| 2018/19                            | N.E.C.          | Eerste Divisie  | 9          | 1          | 1     | 0     | 0      | 0      | 10     | 1      |
| 2019/20                            | N.E.C.          | Eerste Divisie  | 0          | 0          | 0     | 0     | 0      | 0      | 0      | 0      |
| 2020                               | Forge FC        | Premier League  | 7          | 1          | 0     | 0     | 4      | 1      | 11     | 2      |
| 2021                               | Forge FC        | Premier League  | 23         | 1          | 1     | 0     | 4      | 0      | 28     | 1      |
| 2022                               | Forge FC        | Premier League  | 0          | 0          | 0     | 0     | 5      | 0      | 5      | 0      |
| 2022/23                            | Lokeren-Temse   | Tweede afdeling | 3          | 0          | 0     | 0     | 0      | 0      | 3      | 0      |
| Carrière totaal                    | Carrière totaal | Carrière totaal | 43         | 3          | 3     | 0     | 15     | 1      | 61     | 4      |
| Bijgewerkt tot en met 6 maart 2024 |                 |                 |            |            |       |       |        |        |        |        |

## Interlandcarrière
Sabak was Belgisch jeugdinternational.